# Balkan-Ahorn
Der Balkan-Ahorn (Acer hyrcanum) ist eine Pflanzenart aus der Gattung der Ahorne (Acer) innerhalb der Familie der Seifenbaumgewächse (Sapindaceae). Das Verbreitungsgebiet liegt auf der Balkanhalbinsel in Europa und Westasien.

## Beschreibung

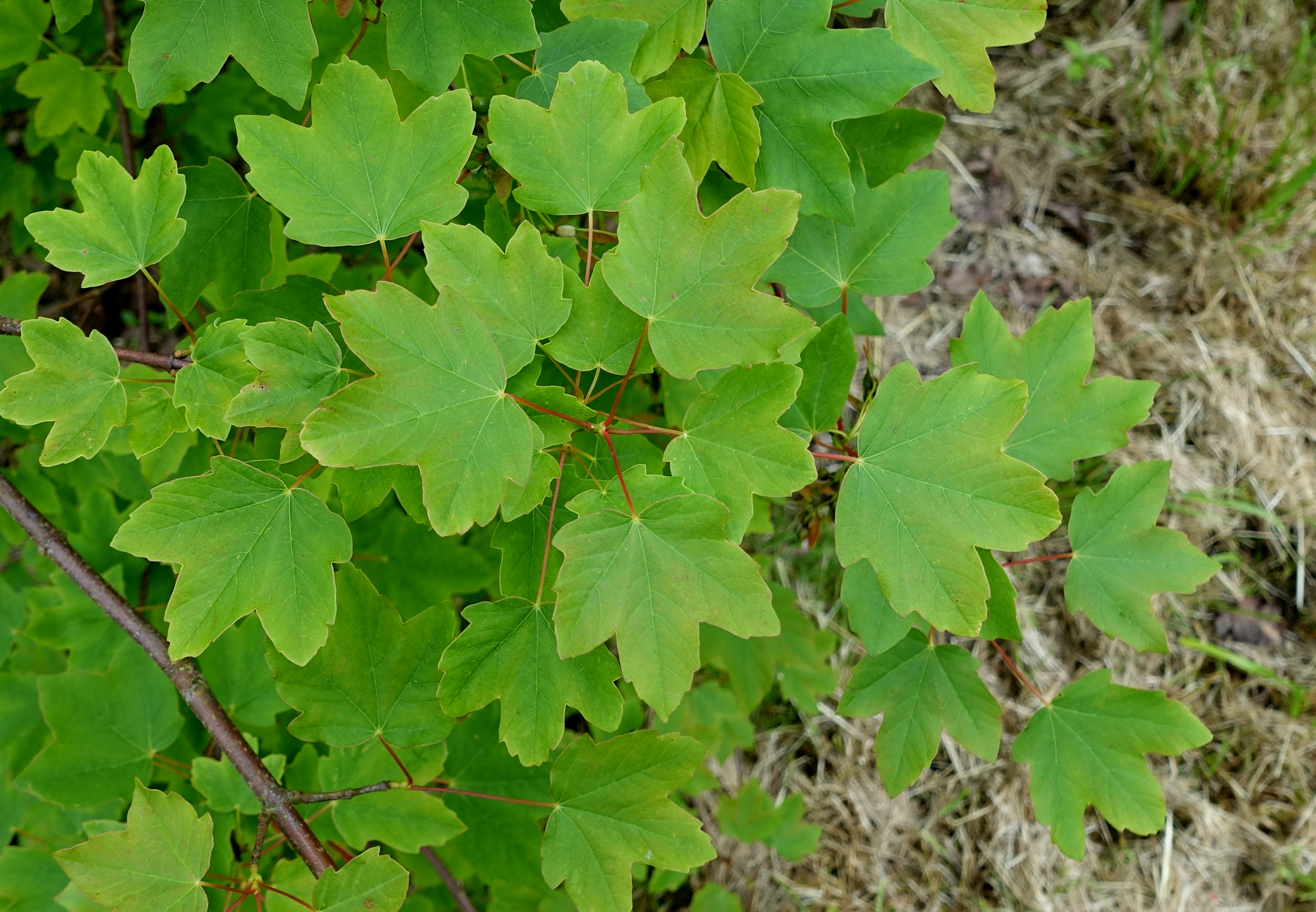
Laubblätter

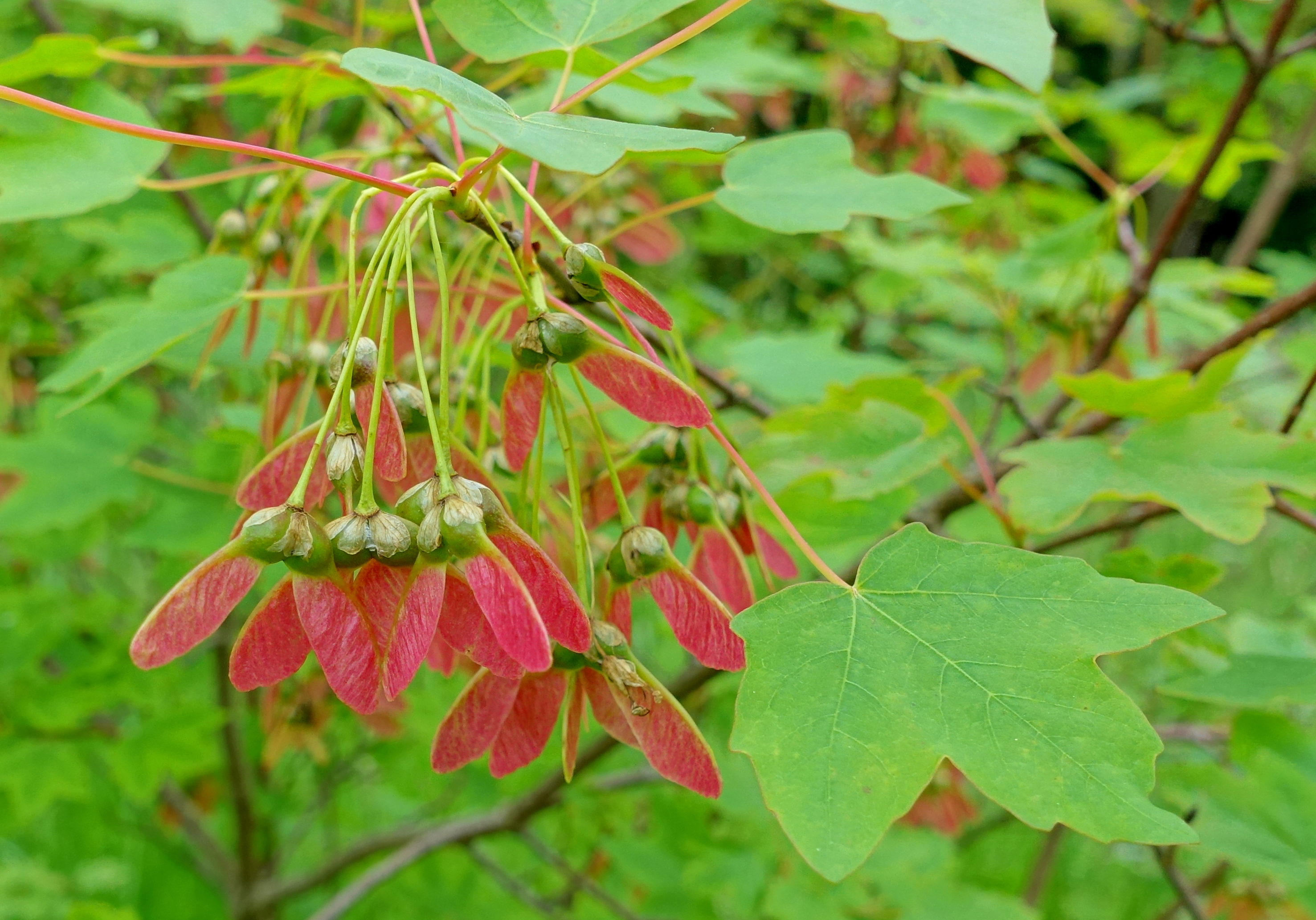
Früchte

### Vegetative Merkmale
Der laubabwerfende Balkan-Ahorn ist ein bis über 12 Meter hoher Baum oder vielstämmiger, kleiner Strauch. Die Rinde ist dunkel-graubraun und anfangs behaart.
Die gegenständig an den Zweigen angeordneten Laubblätter sind in Blattstiel und -spreite gegliedert. Der bis 10 Zentimeter lange Blattstiel ist manchmal rötlich. Die mehr oder weniger ledrige, herzförmige bis gestutzte und rundspitzige bis stumpfe, selten spitze Blattspreite ist drei- bis meist fünflappig, sehr variabel und 1<--es gibt hier sehr kleine Blätter;  subsp. reginae-amaliae --> bis 12 Zentimeter lang. Der Blattrand ist grob gesägt bis ganz oder gelappt bis grob gezähnt. Die Lappen oder Zähne sind stumpf bis spitz. Die kahle Blattoberseite ist mattgrün und die -unterseite heller bis glauk sowie mehr oder weniger behaart bis kahl. Im Herbst färben sich die Blätter gelb bis rot.

### Generative Merkmale
Der Balkan-Ahorn ist einhäusig monözisch. Die Blüten erscheinen mit den Blättern im März bis April. Der endständige, hängende und schirmripige Blütenstand ist relativ kurz und kahl. Die kleinen, gelblich-grünen, funktionell eingeschlechtlichen und gestielten Blüten sind radiärsymmetrisch und fünfzählig mit doppelter Blütenhülle. Es sind bei den männlichen Blüten acht vorstehende Staubblätter und ein Pistillode vorhanden. Bei den weiblichen sind Staminodien mit Antheroden und ein kahler Fruchtknoten vorhanden. Es ist jeweils ein Diskus vorhanden.
Die einsamigen Flügelnüsse sind bis 4 Zentimetern lang, die bis 1 Zentimeter großen Nüsschen sind eiförmig bis rundlich und kahl. Die Flügel der zweiteiligen Spaltfrucht sind aufrecht bis leicht überlappend oder spitzwinklig spreizend.
Die Chromosomenzahl beträgt 2n = 26.

## Vorkommen
Das Verbreitungsgebiet liegt auf der Balkanhalbinsel in Europa, man findet sie auch in Westasien. Dort wächst sie in Trockenwäldern und Steppen, auf mäßig trockenen bis frischen, schwach sauren bis alkalischen, nährstoffreichen, sandig-lehmigen bis sandigen Böden an sonnigen bis lichtschattigen Standorten. Die Art ist wärmeliebend und meist frosthart.

## Taxonomie
Die Erstbeschreibung erfolgte 1838 durch Friedrich Ernst Ludwig von Fischer und Carl Anton von Meyer im Index Seminum, quae Hortus Botanicus Imperialis Petropolitanus pro Mutua Commutatione Offert. Accedunt Animadversiones Botanicae Nonnullae, 4, S. 31.
Es werden etwa sieben Unterarten unterschieden.

## Verwendung
Der Balkan-Ahorn wird sehr selten wegen ihrer beeindruckenden Herbstfärbung als Ziergehölz verwendet.